# Melanie Wilson
Melanie Wilson (Southampton, 25 giugno 1984) è una canottiera britannica, vincitrice della medaglia d'argento nell'otto a Rio de Janeiro 2016.

## Palmarès
- Olimpiadi

Rio de Janeiro 2016: argento nell'8.
- Campionati europei di canottaggio

Brandeburgo 2016: oro nell'8.